# 长孙无傲
长孙无傲（599年—671年1月1日），字义庄，河南郡洛阳县（今河南省洛阳市东）人，唐朝官员，唐高宗堂舅。

## 生平
长孙无傲原任右勋卫郎将，可能因为受父亲长孙敞受贿免官或堂兄长孙无忌被许敬宗诬陷谋反的牵连，被罢免官职。虚龄六十五时，长孙无傲出任左千牛，很快出任左卫中郎将，又连续出任慈卫果邢四州诸军事、四州刺史，加朝散大夫。咸亨二年十一月廿六日（672年1月1日），长孙无傲在京城敦义里私人住宅中去世，虚岁七十有二，咸亨三年岁次壬申二月癸亥朔廿二日（672年3月26日），长孙无傲与夫人窦胡娘合葬于雍州万年县高平乡平泉里少陵原。

## 墓地与墓志
2013年12月至2014年2月，西安市文物保护考古研究院在西安市长安区高望堆村以西，北邻航拓路，南邻飞天路，西邻神舟四路，发掘了两座唐墓，编号为M1、M2。两座墓葬形制保存基本完整，虽然被盗严重，但出土墓志两方，志文记载详细，内容丰富。墓葬M1为咸亨二年（671年）唐长孙无傲墓，墓葬M2为贞观十一年（637年）唐窦胡娘墓，长孙无傲墓M1位于西侧，其夫人窦胡娘墓M2位于东侧，两座墓葬排列紧凑，墓室之间相距不足1.0米。长孙无傲的墓葬坐北朝南，形制为长斜坡墓道三天井单室土洞墓，由墓道（包含过洞和天井）、甬道、墓室三部分组成。其中墓室为土洞，四壁修造平整，平面呈方形，南北长4米，东西宽3.8米，顶部坍塌仅留残高1.8米。该墓经过多次盗扰，盗洞多达5处，墓室东壁2处，西壁1处，北壁1处，墓室中部1处。墓室内未发现棺木痕迹，未见人骨，葬具、葬式不清。该墓仅出土铜钱（开元通宝）5枚，墓志一合及少量陶片。窦胡娘的墓葬坐北朝南，墓葬形制为长斜坡墓道四天井单室土洞墓，自南向北依次由墓道（包括过洞和天井）、甬道、墓室三部分组成。其墓室平面呈方形，长3.6米，宽3.2米。而且墓底还铺有地砖，为对缝横铺，排列整齐，十分规整。该墓也发现了2处盗洞，位于墓室东西两侧。在墓室内，考古人员未见棺木痕迹及人骨，葬具、葬式也不清楚。该墓仅出土小铜镜（残）1面，墓志一合及少量陶片。根据墓葬规格，窦胡娘的墓穴拥有四个天井，长孙无傲的墓穴却只有三个天井，妻子的墓葬规格明显高于丈夫，据分析，一方面可能与窦胡娘是公主之女的身份有关，另外一个因素可能是窦胡娘去世时只有21岁，当时长孙皇后还健在，长孙皇后的哥哥长孙无忌权势很大。而长孙无傲去世时，长孙无忌因反对唐高宗立武则天为后，随后被诬陷流放，已经被迫自杀，可能与此也有一定的关系。

## 家庭

### 曾祖
- 长孙裕，北魏左卫大将军、太常卿、冀豫二州刺史[1]

### 祖父
- 长孙兕，西魏散骑常侍、勋绛二州刺史、平原郡开国公[1]

### 父亲
- 长孙敞，唐朝散骑常侍、宗正少卿、将作少监、光禄大夫、都督幽易妨檀燕平六州诸军事、幽州刺史[1]

### 兄弟姐妹
- 长孙义常，唐朝通议大夫、华容郡公[1]

### 夫人
- 窦胡娘，将作大匠、侍中、左武候大将军、司空、陈容公窦抗孙女，参旗军将、国子祭酒、刑部尚书、原州都督、领军大将军、大理卿、安丰郡公、加莘国公窦诞第二女，生母襄阳公主，虚龄十三岁嫁给长孙无傲，贞观十一年岁次景申五月乙西朔廿一日（637年6月19日）申时在京师延康坊祖父窦抗住宅中去世，虚岁廿一，六月甲寅朔十九日壬申（637年7月16日）葬于雍州万年县高平乡平泉里少陵原[1]